# 6月17日通り

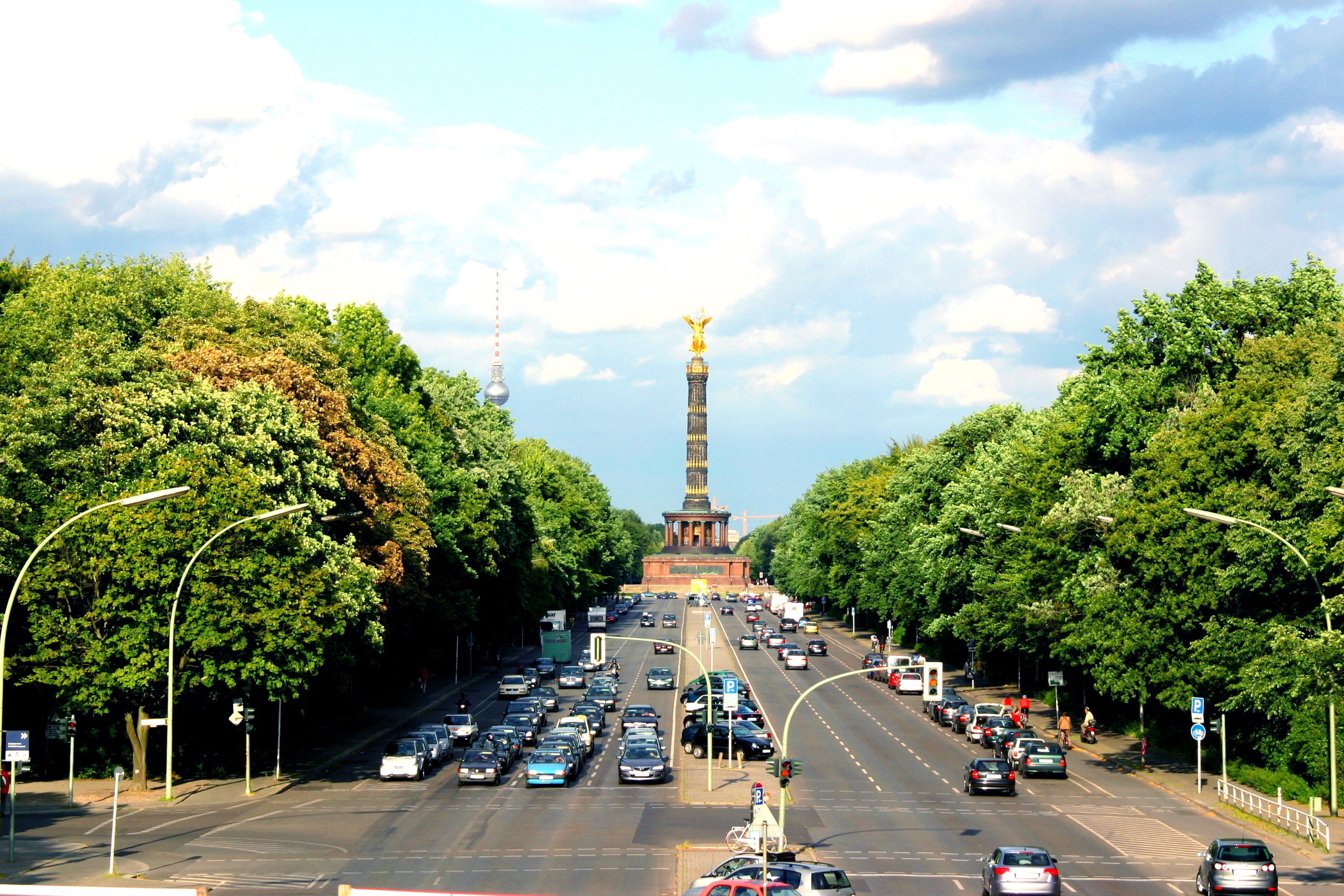
ベルリンSバーンのティーアガルテン駅から東を望む。6月17日通りの先に見えるのが戦勝記念塔

6月17日通り（6がつ17にちどおり、独: Straße des 17. Juni、ドイツ語発音: [ˈʃtʁaːsə dɛs ˈziːpˌtseːntən ˈjuːniː]）は、ドイツのベルリン中心部を横断する東西幹線道路の区間名称である。区間はウンター・デン・リンデン西端となるブランデンブルク門からティーアガルテンを抜け、シャルロッテンブルク地区のエルンスト＝ロイター広場までである。
ほぼ中間点に当たるグローサー・シュテルン（「大きな星」の意）中央には戦勝記念塔が建ち、また塔とブランデンブルク門間の沿道には1945年に建てられたソビエト戦争記念碑がある。
ミッテ地区からティーアガルテンを通り抜けシャルロッテンブルクまで通じることから、1953年以前はシャルロッテンブルガー・ショセー (Charlottenburger Chaussee、「シャルロッテンブルク公道」程度の意) と呼ばれていた。
1799年に舗装され、19世紀の急激な発展で西への主要幹線道となった。第一次世界大戦の火蓋が切られた1914年8月の軍事パレードでは、市民数十万人が集まった。第二次世界大戦ではこのような光景は見られなかったが、アメリカ人ジャーナリストで歴史学者のウィリアム・L・シャイラーはアドルフ・ヒトラーがパリから凱旋した1940年夏に大規模な戦勝パレードが行われたとしている。
東西の軸にあたることからナチス期にはパレードルートに指定され、沿道には鉤十字旗がはためいた。道幅も広くなり、1938年には世界首都ゲルマニア構想（ベルリン改造計画）の一環として、国会議事堂（1933年2月に火災。本格的修復は1999年）前にあった戦勝記念塔が現在の位置に移された。ベルリンの戦いで市内の全空港が利用不能になると代替滑走路として利用された。。
1953年6月17日の東ベルリン暴動では、多くの労働者の命が在独ソ連軍とドイツ人民警察に奪われた。この悲劇を後世に伝えるため、西ベルリン側にあったこの通りは同年、現名称に改称された。
ラブパレードやLIVE 8といった大規模イベントでは会場となり、また2006 FIFAワールドカップでは6週間にわたり車両通行禁止になった。現在でもベルリンマラソンのスタート地点となっている。